# Michele Fini
Michele Fini (* 14. Juni 1974 in Sorso) ist ein italienischer ehemaliger Fußballspieler.

## Spielerkarriere
Michele Fini startete seine Karriere als Fußballer 1992 mit 18 Jahren bei seinem Heimatclub Sorso. Es folgten zwei Jahre bei ASD Torres Calcio, so wie zwei weitere Jahre als Stammspieler bei AC Ancona. In der Saison 1997/1998 stieg er zwar mit Salernitana Calcio in die Serie A auf, jedoch kam er nur auf zehn Einsätze und musste den Verein nach einem Jahr bereits wieder verlassen.
Die nächsten Jahre spielte Michele Fini bei AS Cosenza Calcio und dem Zweitliga-Aufsteiger US Fermana. Bei beiden Stationen konnte er sich nicht durchsetzen und mit Fermana stieg er auch nach einem Jahr sofort wieder in die Serie C1 ab. Mit zwei Toren in 28 Spielen gelang Fini 2000/2001 der Durchbruch bei US Avellino. Anschließend stieg der Mittelfeldspieler mit Catania Calcio in die Serie B auf. Noch weitere drei Jahre blieb Fini als Stammkraft in Catania, ehe er 2004 zum Liganachbarn Ascoli Calcio wechselte. Mit Ascoli kam er bis in die Aufstiegs-Playoffs, wo man jedoch knapp verlor. Durch den Zwangsabstieg von Genoa CFC und dem FC Turin gelang dennoch im Nachhinein der Aufstieg.
Bis zum Abstiegsjahr 2007 hielt Fini seinem neuen Verein Ascoli die Treue. Anschließend zog es ihn für zwei Jahre zum Erstligisten Cagliari Calcio, ehe er 2009 zum AC Siena wechselte.

## Erfolge
- 1997/98 – Aufstieg in die Serie A mit Salernitana Sport
- 2001/02 – Aufstieg in die Serie B mit Catania Calcio
- 2004/05 – Aufstieg in die Serie A mit Ascoli Calcio